# Мар'ян Маркович
Мар'ян Маркович (серб. Марјан Марковић/Marjan Marković; нар. 28 вересня 1981, Пожареваць, Югославія) — сербський футболіст, захисник грецького «Пієрікоса» і колишній гравець збірної Сербії і Чорногорії та збірної Сербії.

## Біографія
Народився в м. Пожаревац (Югославія). Починав займатися футболом в команді «Млади Радник», потім у «Црвені Звезді» (Белград). 2005 року перейшов у «Динамо» (Київ), з яким підписав контракт на 4 роки. За три сезони Мар'ян провів у чемпіонаті України 37 матчів, в яких забив 2 м'ячі. На рахунку футболіста 11 матчів у єврокубках та 9 — у Кубку України. Після закінчення сезону у 2008 році захисник «Динамо» звернувся до керівництва клубу з проханням щодо дострокового розторгнення свого контракту. Клуб пішов назустріч Мар'яну, надавши йому статус вільного агента. Футболіст продовжив кар'єру в сербській «Црвені Звєзді», з якої і перебрався до України. Влітку 2009 року перейшов у хорватський «Істра 1961».

## Кар'єра у збірній
Провів 16 ігор за національні збірні Сербії і Чорногорії та збірної Сербії. Дебютував у збірній 17 квітня 2002 року в поєдинку проти збірної України. У молодіжній збірній Маркович провів 15 матчів, забив 3 м'ячі, був її капітаном.

## Досягнення
- Чемпіон Югославії: 2000, 2001
- Володар Кубка Югославії: 2000, 2002
- Чемпіон Сербії і Чорногорії: 2004
- Володар Кубка Сербії і Чорногорії: 2004
- Чемпіон України: 2007
- Віце-чемпіон України: 2006, 2008
- Володар Кубка України: 2006, 2007
- Фіналіст Кубка України: 2008
- Володар Суперкубка України: 2006, 2007